# Фабіо Маццео
Фабіо Маццео (італ. Fabio Mazzeo, нар. 24 липня 1983, Салерно) — італійський футболіст, нападник клубу «Фоджа».

## Ігрова кар'єра
Народився 24 липня 1983 року в місті Салерно. Вихованець футбольної школи клубу «Салернітана». Дорослу футбольну кар'єру розпочав 2002 року в основній команді того ж клубу, в якій провів два сезони, взявши участь лише у 8 матчах чемпіонату.
Протягом 2004—2006 років захищав кольори команди клубу «Ночеріна» у Серії С2.
Своєю грою за останню команду привернув увагу представників тренерського штабу клубу «Перуджа», до складу якого приєднався 2006 року. Відіграв за клуб з Перуджі наступні три сезони своєї ігрової кар'єри. Більшість часу, проведеного у складі «Перуджі», був основним гравцем атакувальної ланки команди і одним з головних бомбардирів команди, маючи середню результативність на рівні 0,33 голу за гру першості.
У сезоні 2009-10 виступав у Серії В за «Фрозіноне», після чого тривалий час грав у Лега Про Пріма Дивізіоне за клуби «Козенца», «Атлетіко Рома», «Барлетта», «Ночеріна», «Перуджа».
З 2014 року грав у Лега Про за «Беневенто», якому у другому сезоні допоміг вперше в історії вийти до Серії В.
До складу клубу «Фоджа» приєднався 2 вересня 2016 року. Відтоді встиг відіграти за команду з Фоджі 28 матчів в національному чемпіонаті.

## Статистика виступів

### Статистика клубних виступів
| Сезон                   | Команда                 | Чемпіонат               | Чемпіонат | Чемпіонат | Національний кубок | Національний кубок | Національний кубок | Континентальні кубки | Континентальні кубки | Континентальні кубки | Інші змагання | Інші змагання | Інші змагання | Усього | Усього |
| Сезон                   | Команда                 | Ліга                    | Ігор      | Голів     | Ліга               | Ігор               | Голів              | Ліга                 | Ігор                 | Голів                | Ліга          | Ігор          | Голів         | Ігор   | Голів  |
| ----------------------- | ----------------------- | ----------------------- | --------- | --------- | ------------------ | ------------------ | ------------------ | -------------------- | -------------------- | -------------------- | ------------- | ------------- | ------------- | ------ | ------ |
| 2002–03                 | «Салернітана»           | B                       | 7         | 0         | КІ                 | 0                  | 0                  | -                    | -                    | -                    | -             | -             | -             | 7      | 0      |
| 2003–04                 | «Салернітана»           | B                       | 1         | 0         | КІ                 | 1                  | 0                  | -                    | -                    | -                    | -             | -             | -             | 2      | 0      |
| Усього за «Салернітану» | Усього за «Салернітану» | Усього за «Салернітану» | 8         | 0         |                    | 1                  | 0                  |                      | -                    | -                    |               | -             | -             | 9      | 0      |
| 2004–05                 | «Ночеріна»              | C2                      | ?1        | 3         | КІ-C               | -                  | -                  | -                    | -                    | -                    | -             | -             | -             | 29     | 3      |
| 2005–06                 | «Ночеріна»              | C2                      | 33        | 17        | КІ-C               | -                  | -                  | -                    | -                    | -                    | -             | -             | -             | 33     | 17     |
| 2006–07                 | «Перуджа»               | C1                      | 31        | 11        | КІ+КІ-C            | 1+0                | 0                  | -                    | -                    | -                    | -             | -             | -             | 32     | 11     |
| 2007–08                 | «Перуджа»               | C1                      | 30+2      | 10+1      | КІ+КІ-C            | 0                  | 0                  | -                    | -                    | -                    | -             | -             | -             | 32     | 11     |
| 2008–09                 | «Перуджа»               | ПД                      | 32        | 10        | КІ+КІ-ЛП           | 2+0                | 0                  | -                    | -                    | -                    | -             | -             | -             | 34     | 10     |
| 2009–10                 | «Фрозіноне»             | B                       | 30        | 5         | КІ                 | 2                  | 0                  | -                    | -                    | -                    | -             | -             | -             | 32     | 5      |
| 2010–11                 | «Козенца»               | ПД                      | 19        | 3         | КІ+КІ-ЛП           | 0+0                | 0                  | -                    | -                    | -                    | -             | -             | -             | 19     | 3      |
| 2010–11                 | «Атлетіко Рома»         | ПД                      | 11+4      | 6+1       | КІ+КІ-ЛП           | 0+0                | 0                  | -                    | -                    | -                    | -             | -             | -             | 15     | 7      |
| 2011–12                 | «Барлетта»              | ПД                      | 31        | 14        | КІ+КІ-ЛП           | 1+0                | 0                  | -                    | -                    | -                    | -             | -             | -             | 32     | 14     |
| 2012–13                 | «Ночеріна»              | ПД                      | 26+2      | 10        | КІ+КІ-ЛП           | 2+0                | 0                  | -                    | -                    | -                    | -             | -             | -             | 30     | 10     |
| Усього за «Ночеріну»    | Усього за «Ночеріну»    | Усього за «Ночеріну»    | 87+4      | 30        |                    | 2                  | 0                  |                      | -                    | -                    |               | -             | -             | 93     | 30     |
| 2013–14                 | «Перуджа»               | ПД                      | 31        | 13        | КІ+КІ-ЛП           | 0+0                | 0                  | -                    | -                    | -                    | СЛ-ПД         | 0             | 0             | 31     | 13     |
| Усього за «Перуджу»     | Усього за «Перуджу»     | Усього за «Перуджу»     | 124+2     | 45        |                    | 3                  | 0                  |                      | -                    | -                    |               | -             | -             | 129    | 45     |
| 2014–15                 | «Беневенто»             | ЛП                      | 33+1      | 3+1       | КІ+КІ-ЛП           | 0+0                | 0                  | -                    | -                    | -                    | -             | -             | -             | 34     | 4      |
| 2015–16                 | «Беневенто»             | ЛП                      | 30        | 10        | КІ+КІ-ЛП           | 1+0                | 0                  | -                    | -                    | -                    | СЛП           | 2             | 1             | 33     | 11     |
| 2016–17                 | «Беневенто»             | B                       | 0         | 0         | КІ                 | 1                  | 0                  | -                    | -                    | -                    | -             | -             | -             | 1      | 0      |
| Усього за «Беневенто»   | Усього за «Беневенто»   | Усього за «Беневенто»   | 63+1      | 14        |                    | 2                  | 0                  |                      | -                    | -                    |               | 2             | 1             | 68     | 15     |
| 2016–17                 | «Фоджа»                 | ЛП                      | 28        | 21        | КІ+КІ-ЛП           | 0+0                | 0                  | -                    | -                    | -                    | СЛП           | 2             | 4             | 30     | 25     |
| Усього за кар'єру       | Усього за кар'єру       | Усього за кар'єру       | 401+10    | 139       |                    | 11                 | 0                  |                      | -                    | -                    |               | 4             | 5             | 426    | 144    |

## Титули і досягнення
- Найкращий бомбардир Леги Про: 2016–2017, група C (21 гол)